# He Was a Quiet Man
He Was a Quiet Man és una pel·lícula dramàtica estrenada el 2007, escrita i dirigida per Frank Cappello. Amb Christian Slater, Elisha Cuthbert i William H. Macy.

## Argument
Bob Maconel Christian Slater és un empleat desemparat que té la idea de matar els seus col·legues. Tanmateix, en el moment d'una mala jornada, Bob passa d'homicida potencial a heroi inopinat; un dels seus col·legues s'ha tornat boig i dispara la gent. Bob contraresta els plans de l'homicida matant-lo amb l'arma que ell feia servir. Aconsegueix igualment salvar la vida de Vanessa Elisha Cuthbert. L'invisible individu és sobtadament propulsat sota els focus del món públic, és llavors considerat com un heroi pels que volia matar, promogut com a "Vicepresident del Pensament Creatiu" i rep beneficis en espècie. Però Vanessa, paraplègica, li demana que l'ajudi a posar fi als seus dies...

## Repartiment
- Christian Slater: Bob Maconel
- Elisha Cuthbert: Venessa Parks
- William H. Macy: Gene Shelby
- Sascha Knopf: Paula
- Jamison Jones: Scott Harper
- Michael Deluise: Detectiu Sorenson